# Колокольник уссурийский
Колокольник уссурийский или кодонопсис уссурийский (лат. Codonopsis ussuriensis) — вид цветковых растений рода Колокольник (Glosocomia) семейства Колокольчиковые (Campanulaceae), ранее также рассматривался как разновидность Codonopsis lanceolata. Эндемик Восточной Азии, встречается на Дальнем Востоке России, в Китае (восток провинций Хэйлунцзян и Гирин), в Корее и Японии. Ядовитое и лекарственное растение. Изредка выращивается в качестве декоративного садового растения.  

## Ботаническое описание
Многолетнее вьющееся травянистое растение. Все органы растения либо полностью голые, либо с редким опушением на стеблях и листьях. Корни клубневидные или удлинённые, мясистые, серо-жёлтого цвета, диаметром 1–3 см. Стебли тонкие, вьющиеся, зелёные, белые или тёмно-фиолетовые, с редкими волосками или голые.
Листья на главных стеблях очерёдные, ланцетовидные или яйцевидные, длиной 2–6 см и шириной 1–2,5 см; на верхушках ветвей собраны в ложные мутовки по 3–5; сверху зелёные, снизу серо-зелёные, с цельным краем, основание клиновидное, верх — острый или тупой.
Цветки одиночные, на концах тонких веточек; цветоножки 2–5 см; чашечка полуприлегает к завязи, лопасти узколанцетные или яйцевидно-дельтовидные, длиной 10–20 мм, шириной 6–8 мм; венчик колокольчатый, длиной 2–3 см, диаметром 1,5–2,5 см, лопасти тёмно-фиолетовые с чёрными или почти чёрными пятнами или полосками внутри. Тычиночные нити длиной 3–5 мм, немного утолщённые у основания; пыльники 2–4 мм.
Плод — коробочка, у основания полушаровидная, сужающаяся к верхушке, около 15 мм. Семена многочисленные, тёмно-коричневые, блестящие, яйцевидные, без крыльев.
Цветёт в июле–августе. Хромосомное число: 2n = 16.

## Места обитания
Произрастает в оврагах и на влажных лугах, по берегам рек и ручьёв, преимущественно на песчаных почвах. Встречается на высотах около 800 метров над уровнем моря. 
Естественный ареал включает: Восточный Китай (провинции Хэйлунцзян и Гирин), Корею, Японию, Дальний Восток России (Приморский и Хабаровский края, Амурская область).

## Синонимы
По данным GBIF на август 2025 года в синонимику вида Codonopsis ussuriensis (Rupr. & Maxim.) Hemsl. в J. Linn. Soc., Bot. 26: 6 (1889) входят следующие названия:
- =  Codonopsis lanceolata var. ussuriensis (Rupr. & Maxim.) Trautv.
- =  Codonopsis minima Nakai
- =  Codonopsis ussuriensis f. viridiflora J.Ohara
- =  Codonopsis ussuriensis var. minima (Nakai) T.Lee
- =  Glosocomia lanceolata var. obtusa Regel
- =  Glosocomia lanceolata var. ussuriensis (Rupr. & Maxim.) Regel
- ≡  Glosocomia ussuriensis Rupr. & Maxim.basionym

## Выращивание
Подходит для зоны зимостойкости 6 USDA. Лучше всего растет на солнце или частичном затенении на любой сохраняющей влажность почве. 